# Силы территориальной обороны Вооружённых сил Украины
Си́лы территориа́льной оборо́ны Вооружённых сил Украи́ны (силы ТрО ВСУ; укр. Сили територіальної оборони Збройних сил України) — отдельный род сил Вооружённых сил Украины, на который возлагается организация, подготовка и выполнение задач территориальной обороны.
Непосредственное руководство территориальной обороной осуществляет Главнокомандующий ВСУ через командующего сил территориальной обороны. 1 января 2022 года, на основании Закона Украины «Об основах национального сопротивления» созданы Силы территориальной обороны. В состав Сил территориальной обороны Украины входит 25 бригад (по одной бригаде на регион), которые объединяют более 150 батальонов (один батальон на район). Формирование подразделений Сил территориальной обороны было запланировано завершить к 15 февраля 2022 года.
Территориальная оборона, наряду с движением сопротивления и подготовкой граждан Украины к национальному сопротивлению, является составной частью Национального сопротивления на Украине.

## Руководство

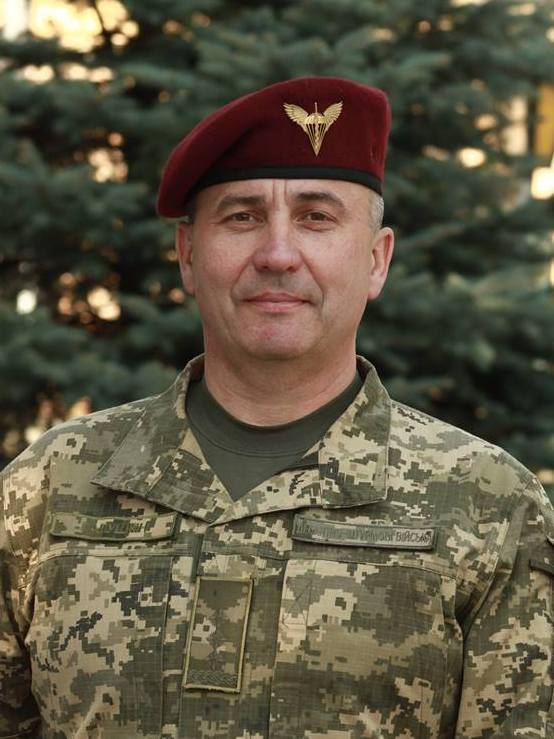
Командующий (до 15 мая 2022 года) — бригадный генерал Ю. А. Галушкин

Непосредственное руководство территориальной обороной осуществляется:
- на всей территории Украины — Главнокомандующим Вооружёнными силами Украины через Командующего Силами территориальной обороны ВСУ;
- в пределах военно-сухопутной зоны — руководителем регионального органа военного управления Сил территориальной обороны ВСУ через региональный орган военного управления Сил территориальной обороны ВСУ;
- в пределах зоны территориальной обороны — руководителем зоны территориальной обороны через штаб зоны территориальной обороны;
- в пределах района территориальной обороны — руководителем района территориальной обороны через штаб района территориальной обороны.

### Командующие
- с 1 января по 15 мая 2022 — бригадный генерал Галушкин, Юрий Алимович
- с 15 мая 2022 по 9 октября 2023 — генерал-майор Танцюра, Игорь Иванович
- с 9 октября 2023 по 11 февраля 2024 — генерал-майор Баргилевич, Анатолий Владиславович
- с 11 февраля 2024 — генерал-майор Плахута, Игорь Викторович

## Задачи
Задачами территориальной обороны являются:
- своевременное реагирование и принятие необходимых мер по обороне территории и защиты населения на определённой местности до момента развертывания в пределах такой территории группировки войск (сил) или/или группировки объединённых сил, предназначенных для ведения военных (боевых) действий по отражению вооружённой агрессии против Украины;
- участие в усилении охраны и защиты государственной границы;
- участие в защите населения, территорий, окружающей природной среды и имущества от чрезвычайных ситуаций, ликвидации последствий ведения военных (боевых) действий;
- участие в подготовке граждан Украины к национальному сопротивлению;
- участие в обеспечении условий безопасного функционирования органов государственной власти, других государственных органов, органов местного самоуправления и органов военного управления;
- участие в охране и обороне важных объектов и коммуникаций, других критически важных объектов инфраструктуры, определённых Кабинетом министров Украины, и объектов областного, районного, сельского, поселкового, городского значения, районного в городах советов, сельских, поселковых, нарушения функционирование и выведение из строя которых представляют угрозу жизнедеятельности населения;
- обеспечение условий для стратегического (оперативного) развертывания войск (сил) или их перегруппировки;
- участие в осуществлении мер по временному запрету или ограничению движения транспортных средств и пешеходов вблизи и в пределах зон/районов чрезвычайных ситуаций и/или ведения военных (боевых) действий;
- участие в обеспечении мер общественной безопасности и порядка в населенных пунктах;
- участие во внедрении и осуществлении мер правового режима военного положения в случае его введения по всей территории Украины или отдельных её местностях;
- участие в борьбе с диверсионно-разведывательными силами, другими вооружёнными формированиями агрессора (противника) и не предусмотренными законами Украины военизированными или вооружёнными формированиями;
- участие в информационных мероприятиях, направленных на повышение уровня обороноспособности государства и противодействие информационным операциям агрессора (противника).

19 февраля 2022 года начальник штаба — заместитель командующего Сил территориальной обороны Вооружённых сил Украины Сергей Собко заявил, что подразделения территориальной обороны в случае вражеского вторжения будут использовать свои преимущества, которые позволят успешно противодействовать противнику, в частности, будут устраивать засады. «Мы будем использовать наше знание местности, которое у наших людей, живущих в той или иной общине, в той или иной деревне или в городе, лучше, чем у противника. Мы будем двигаться быстрее противника. Мы будем знать о них всё, потому что каждый будет наблюдать и видеть, что делает противник, и эта информация будет поступать к нам. Мы будем использовать то вооружение и будем давать соответственно то вооружение, которое будет эффективным в том или ином месте», — заявил Собко в интервью Радио Свобода.

## Развёртывание

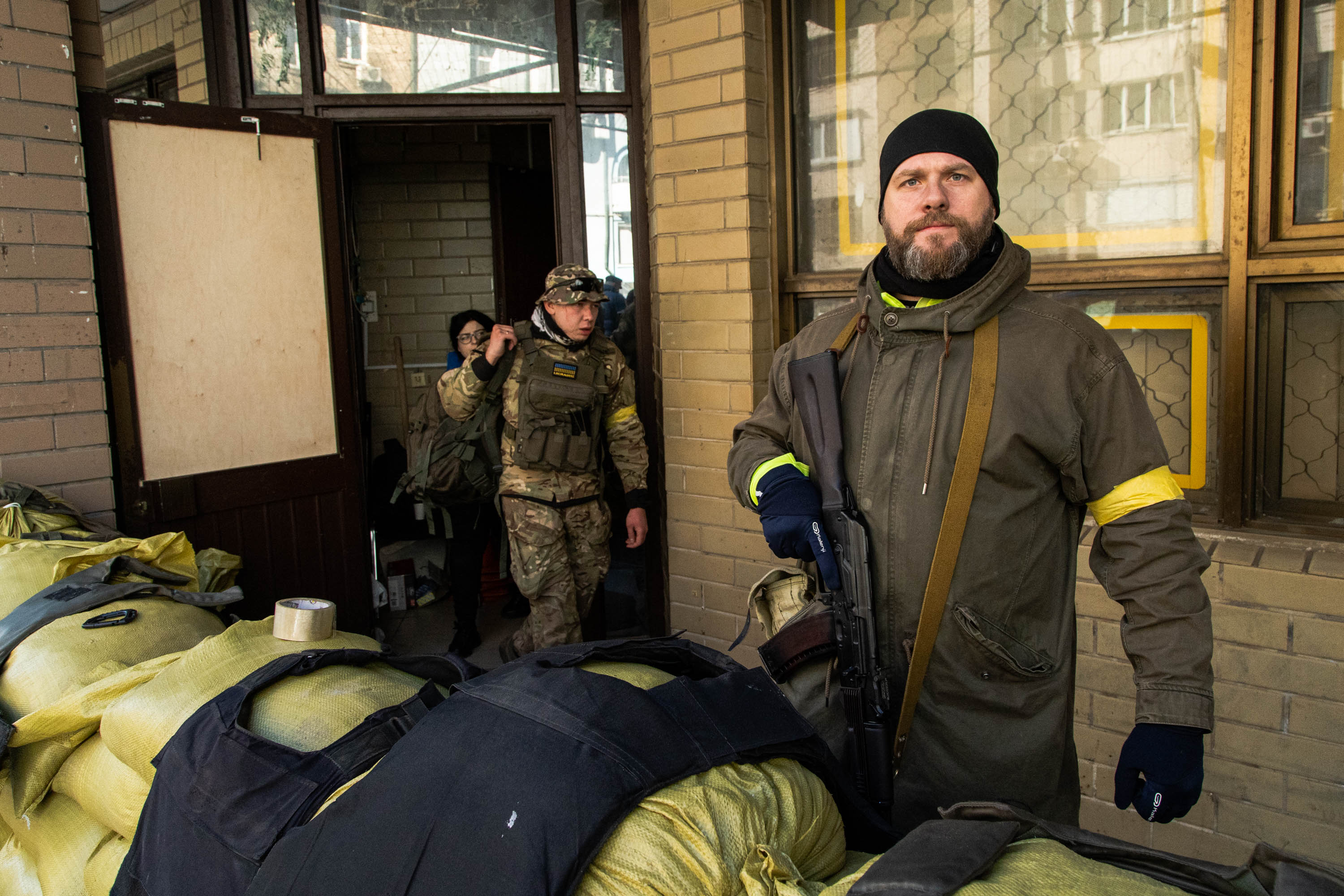
Бойцы украинской территориальной обороны во время обороны Киева, 26 февраля 2022 года

По состоянию на январь 2021 года в составе Сил ТрО Вооружённых сил Украины продолжалось формирование 25 бригад (один регион — одна бригада), которые будут объединять более 150 батальонов (один батальон на район). Постоянная численность Сил ТрО в мирное время составит 10 000 военнослужащих. По штату особого периода подразделения Сил ТРО будут насчитывать более 130 000 лиц, для чего будет сформирован соответствующий резерв.
Министр обороны Украины Алексей Резников на совещании в январе 2022 отметил: «Развертывание системы ТРО будет происходить в три этапа. …На первом этапе бригады и батальоны Сил ТрО будут разворачиваться по штату мирного времени. Это происходит прямо сейчас. В каждом батальоне формируется скелет из военнослужащих ВСУ. Их задачей является командование, обучение и согласование гражданских лиц, которые заключат контракт о службе в резерве ТРО и будут защищать территорию, где проживают. За счёт этих резервистов ТРО каждый батальон будет насчитывать до 600 человек. Формирование резерва ТрО по штатам особого периода — второй этап после того, как в батальонах и бригадах будет создано организационно-управленческое ядро из военнослужащих и обеспечены соответствующие условия. За теми, кто заключит контракт и будет служить в резерве ТРО, будет закреплено оружие. Оно будет издаваться на время учений или в случае возникновения определённых ситуаций».
11 февраля 2022 года секретарь Совета национальной безопасности и обороны Алексей Данилов на брифинге после завершения заседания СНБО в г. Харькове заявил, что количество членов территориальной обороны (ТрО) на Украине должно составлять два миллиона человек. «Главнокомандующий Вооружёнными силами поставил задачу, что количество членов территориальной обороны должно достигать 2 миллионов граждан нашей страны, которые готовы будут защищать Украину в случае необходимости», — подчеркнул О. Данилов.
11 февраля 2022 года, во время заседания президиума Конгресса местных и региональных властей, который состоялся в г. Харькове, Президент Украины Владимир Зеленский определил уровень организации территориальной обороны в Одесской области одним из худших в стране вместе с Киевской, Ровенской областями, Киевом и Мариуполем. Президент Украины также заявил, что главы этих областных администраций должны в течение двух недель решить вопрос с готовностью штабов территориальной обороны, а если это не будет сделано, то глав администраций ждут «кадровые решения».
16 февраля 2022 года, на внеочередном заседании двенадцатой сессии Болградского районного совета Одесской области VIII созыва, депутаты Болградского районного совета не поддержали программу Национального сопротивления и территориальной обороны Болградского района.

## Структура

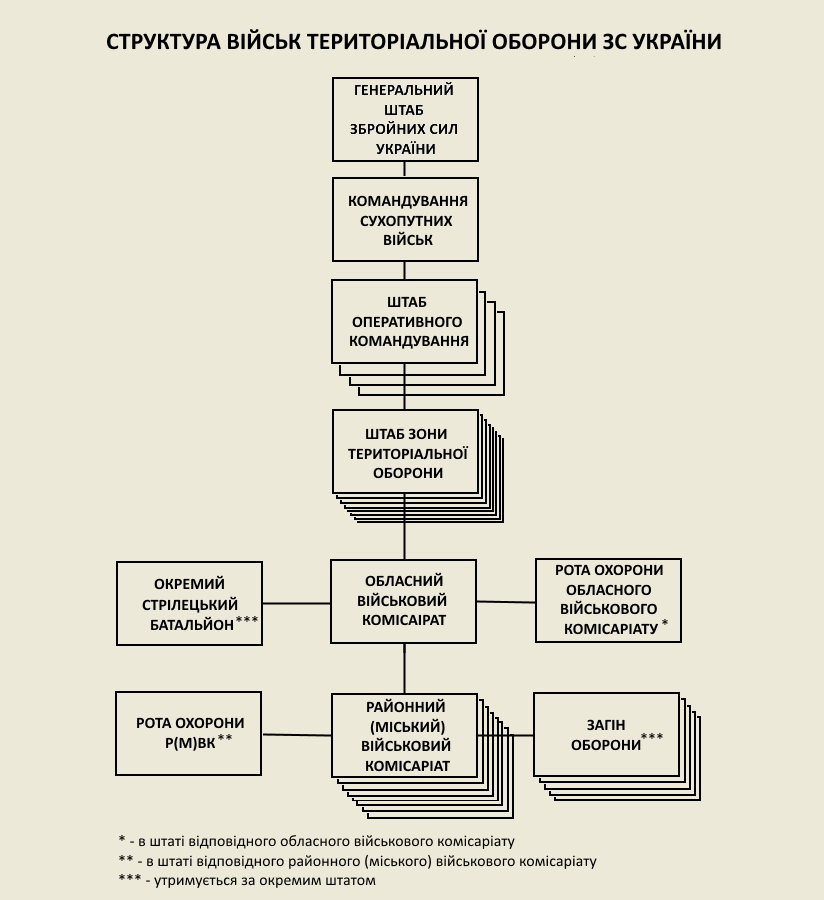
Структура войск территориальной обороны

Территория страны делится на зоны обороны по административным единицам верхнего уровня (области, города специального статуса, Автономная Республика Крым), которые в свою очередь подчиняются соответствующим оперативным командованием Вооружённых сил Украины в зону ответственности которых принадлежат эти административные единицы. Каждый военный комиссариат формирует роту охраны, а областные военные комиссариаты в придачу формируют батальон территориальной обороны (БТрО, 27 батальонов), каждый районный (городской) военный комиссариат в районе своей ответственности формирует от двух до пяти отрядов, в зависимости от возложенных задач (ЗгО, 490 + 111 (районы в городах), 1202 отряда, по меньшей мере, не учитывает оккупированные территории). Приблизительная штатная численность — 423 428 (батальоны: 13 284, роты охраны: 75 988, отряды обороны: 334 165) человек.
Комплектование бригад территориальной обороны происходит на основе военного резерва.

### Бригада территориальной обороны
- управление (штаб) бригады
- 6 отдельных батальонов территориальной обороны
- рота огневой поддержки
- рота противодиверсионной борьбы
- миномётная батарея
- подразделения боевого и тылового обеспечения
- медицинский пункт

### Отдельный батальон территориальной обороны
- управление (штаб)
- четыре стрелковые роты ТрО
- разведывательный взвод
- взвод связи
- инженерно-саперный взвод
- медицинский пункт
- численность и вооружение — аналогично стрелковому батальону.

### Отдельный стрелковый батальон

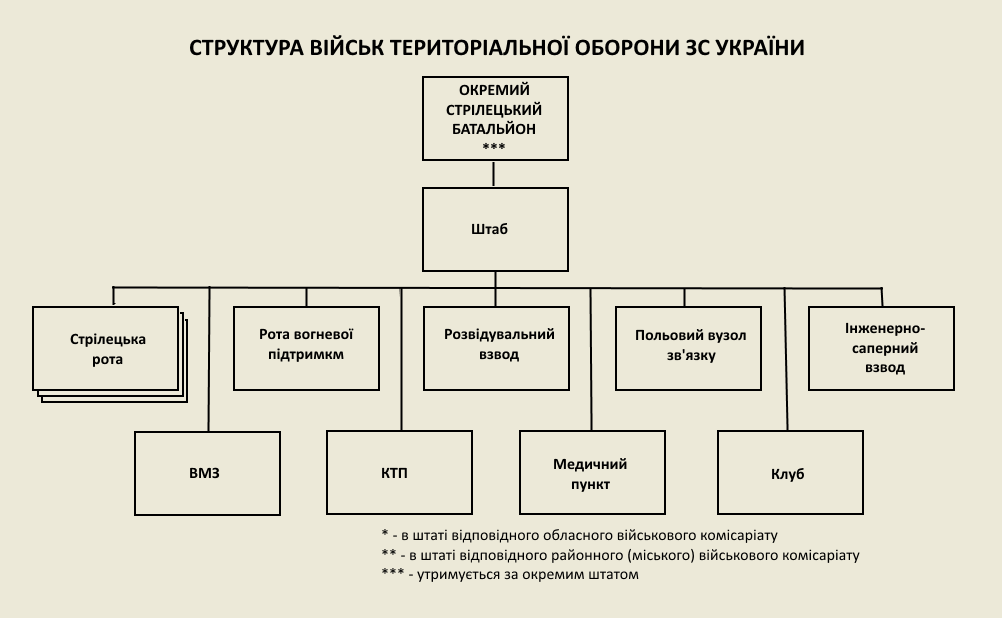
Структура стрелкового батальона

- управление (штаб) батальона
- три стрелковые роты
- рота огневой поддержки
- разведывательный взвод
- полевой узел связи
- инженерно-саперный взвод
- взвод материального обеспечения
- контрольно-технический пункт
- медицинский пункт
- клуб

### Рота охраны военного комиссариата

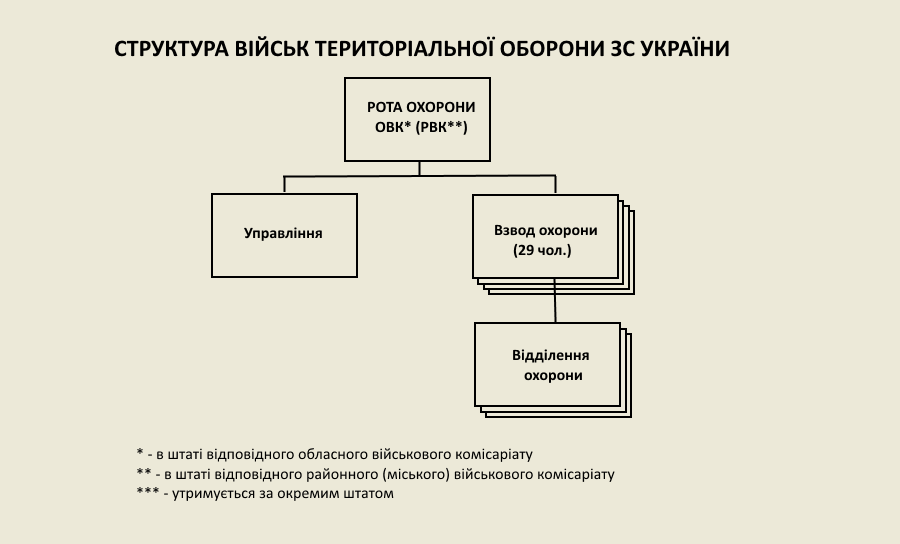
Структура роты охраны военного комиссариата

- управление роты
- четыре взвода охраны
- численность роты — 121 человек
- вооружение: РПГ-7, АК, ПМ
- техника: автомобильная

### Отряд обороны (до 2018 года)
- управление отряда
- 9 стрелковых взводов
- хозяйственное отделение

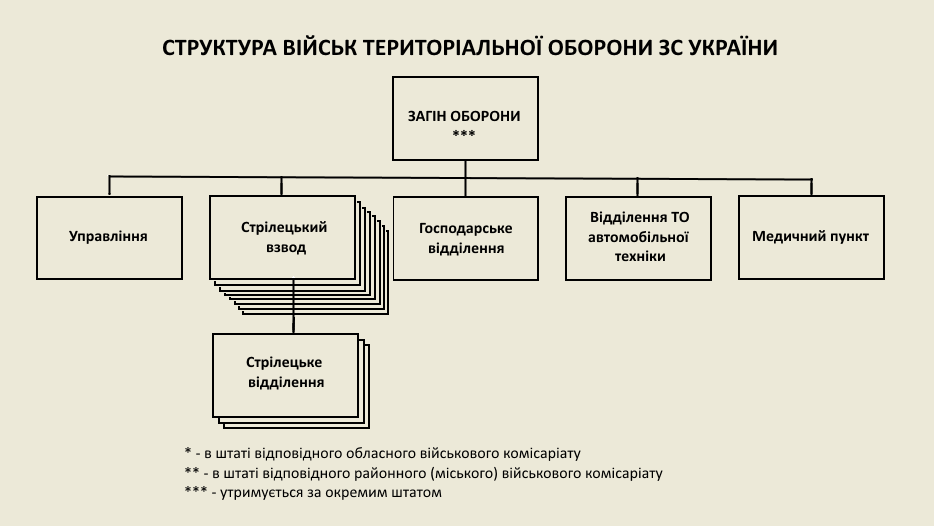
Структура отряда обороны

- отделение технического обслуживания автомобильной техники
- медицинский пункт
- численность отряда — 278 человек
- вооружение: РПГ-7, АК, ПМ
- техника: автомобильная

## Зоны территориальной обороны
Зоны территориальной обороны формируются по административным единицам верхнего уровня, то есть по областям и городам с особым статусом, а также автономной республикой. Подчиняются соответствующему оперативному командованию внутри его зоны ответственности.

### Региональное управление Сил территориальной обороны «Запад»
- зона территориальной обороны (Волынская область)
  - 2-й отдельный стрелковый батальон[укр.]
  -  100-я отдельная бригада территориальной обороны[укр.]
- зона территориальной обороны (Ровенская область)
  - 14-й отдельный стрелковый батальон[укр.]
  -  104-я отдельная бригада территориальной обороны[укр.]
- зона территориальной обороны (Львовская область)
  - 10-й отдельный стрелковый батальон[укр.]
  -  103-я отдельная бригада территориальной обороны
  -  125-я отдельная бригада территориальной обороны[укр.] (г. Львов)
- зона территориальной обороны (Тернопольская область)
  - 16-й отдельный стрелковый батальон[13][14]
  -  105-я отдельная бригада территориальной обороны[укр.]
- зона территориальной обороны (Хмельницкая область)
  - 19-й отдельный стрелковый батальон[15]
  -  106-я отдельная бригада территориальной обороны[укр.]
- зона территориальной обороны (Закарпатская область)
  - 5-й отдельный стрелковый батальон[укр.]
  -  101-я отдельная бригада территориальной обороны
- зона территориальной обороны (Ивано-Франковская область)
  - 7-й отдельный стрелковый батальон[16]
  -  102-я отдельная бригада территориальной обороны
- зона территориальной обороны (Черновицкая область)
  - 21-й отдельный стрелковый батальон (г. Черновцы)
  -  107-я отдельная бригада территориальной обороны[укр.] (г. Черновцы)[12]

### Региональное управление Сил территориальной обороны «Север»
- зона территориальной обороны (Киев)
  - отдельный стрелковый батальон[17]
  -  241-я отдельная бригада территориальной обороны[18]
  -  112-я отдельная бригада территориальной обороны
- зона территориальной обороны (Киевская область)
  - 8-й отдельный стрелковый батальон[укр.] (г. Фастов)
  -  114-я отдельная бригада территориальной обороны[укр.]
- зона территориальной обороны (Житомирская область)
  - 4-й отдельный стрелковый батальон (г. Житомир)
  -  115-я отдельная бригада территориальной обороны[укр.]
- зона территориальной обороны (Черкасская область)
  - 20-й отдельный стрелковый батальон[укр.] (г. Черкассы)
  -  118-я отдельная бригада территориальной обороны[укр.]
- зона территориальной обороны (Черниговская область)
  - 22-й отдельный стрелковый батальон
  -  119-я отдельная бригада территориальной обороны[укр.]
- зона территориальной обороны (Сумская область)
  - 15-й отдельный стрелковый батальон[19]
  -  117-я отдельная бригада территориальной обороны[укр.]
- зона территориальной обороны (Полтавская область)
  - 13-й отдельный стрелковый батальон[укр.] (с. Вакуленцы[укр.])
  -  116-я отдельная бригада территориальной обороны[укр.]

### Региональное управление Сил территориальной обороны «Юг»
- зона территориальной обороны (Винницкая область)
  - 1-й отдельный стрелковый батальон (г. Винница)[20][21][22]
  -  120-я отдельная бригада территориальной обороны[укр.]
- зона территориальной обороны (Кировоградская область)
  - 9-й отдельный стрелковый батальон[укр.]
  -  121-я отдельная бригада территориальной обороны[укр.]
- зона территориальной обороны (Одесская область)
  - 12-й отдельный стрелковый батальон
  -  122-я отдельная бригада территориальной обороны[укр.]
  -  126-я отдельная бригада территориальной обороны[укр.]
- зона территориальной обороны (Николаевская область)
  - 11-й отдельный стрелковый батальон[укр.] (г. Николаев)
  -  123-я отдельная бригада территориальной обороны
- зона территориальной обороны (Херсонская область)
  - 18-й отдельный стрелковый батальон (г. Херсон)[23][24][25]
  -  124-я отдельная бригада территориальной обороны

### Региональное управление Сил территориальной обороны «Восток»
- зона территориальной обороны (Днепропетровская область)
  -  108-я отдельная бригада территориальной обороны[укр.]
  -  128-я отдельная бригада территориальной обороны
  -  129-я отдельная бригада территориальной обороны[укр.] (ранее 3-й отдельный стрелковый батальон)[26][27][28]
- зона территориальной обороны (Харьковская область)
  -  127-я отдельная бригада территориальной обороны[укр.] (ранее 17-й отдельный стрелковый батальон)[29][30][31]
  -  113-я отдельная бригада территориальной обороны
- зона территориальной обороны (Запорожская область)
  - 6-й отдельный стрелковый батальон[укр.] (с. Разумовка)
  -  110-я отдельная бригада территориальной обороны
- зона территориальной обороны (Донецкая область)
  - 105-й отдельный стрелковый батальон
  -  109-я отдельная бригада территориальной обороны
- зона территориальной обороны (Луганская область)[32]
  - отдельный стрелковый батальон[33]
  -  111-я отдельная бригада территориальной обороны[укр.]

### Отдельный сухопутный район
Временно оккупированные территории — формирования фактически отсутствуют
- зона территориальной обороны (Севастополь)
  - отдельный стрелковый батальон
  - бригада территориальной обороны[34]
- зона территориальной обороны (АР Крым)
  - отдельный стрелковый батальон
  - бригада территориальной обороны[34]

В мае 2019 года была опубликована одна из первых комплексных концепций символики ВТО Украины, которая предусматривает отдельный цвет берета, отдельный беретный знак и систему нарукавных знаков.

## История
В конце 2014 года система территориальной обороны Украины претерпела изменения. Сформированные весной — летом 2014 года батальоны территориальной обороны были переформированы в мотопехотные и переданы в состав бригад Сухопутных войск. На смену постепенно внедряется новая структура войск территориальной обороны ВСУ, которая приведена ниже.
Примером украинских формирований позже для развития собственных вооружённых сил воспользовалась Польша, которая с 2016 года внедряет аналогичную практику, восстановив собственные Войска территориальной обороны.
Областные военные комиссариаты формируют на своей базе отдельный стрелковый батальон, районные (городские) военные комиссариаты формируют отряды обороны в количестве от двух до пяти отрядов, в зависимости от возложенных задач. Кроме того, областные и районные военные комиссариаты имеют в своём штате роты охраны, которые привлекаются к выполнению задач территориальной обороны (ТРО).
Все подразделения комплектуются резервистами и военнообязанными. Подготовка личного состава подразделений ТРО проводится в рамках учебного собрания с военнообязанными (с практическим призывом) и занятий, проводимых в период между учебными собраниями.
Личный состав стрелковых батальонов проходит обучение по тактической, огневой, инженерной, медицинской и специальной подготовке на военных полигонах во время военных сборов. Кроме того, в перспективе, согласно планам перевооружения Вооружённых Сил, предполагается введение в штаты стрелковых батальонов и отрядов обороны более тяжёлого вооружения.
В 2020 году был установлен День территориальной обороны Украины, который отмечается ежегодно в первое воскресенье октября.

## Формирование
В конце января 2015 года в Черкасской области было сформировано 16 рот и 62 отряда территориальной обороны.
В начале февраля 2015 года в Полтавской области было сформировано 84 отряда территориальной обороны.
В Харьковской области сформировано 70 отрядов территориальной обороны.
Кабинет министров Украины внёс в Верховную раду законопроект № 6544 от 06.06.2017 «О внесении изменений в некоторые законы Украины об усовершенствовании вопросов руководства территориальной обороной».
Проект разработан Министерством обороны Украины в связи с необходимостью усовершенствования организации территориальной обороны, а также оптимизации распределения полномочий органов военного управления Вооружённых сил Украины, органов государственной власти по управлению территориальной обороной.
В целях оптимизации вопросов подготовки и ведения территориальной обороны требуют законодательного урегулирования:
- привлечение к руководству территориальной обороной Командований Сухопутных войск, Военно-морских сил Вооружённых сил и исполнительных органов городских советов городов областного значения;
- организация Генеральным штабом Вооружённых сил Украины подготовки и осуществления руководства Национальной гвардией Украины по выполнению мер правового режима военного положения и территориальной обороны;
- организация территориальной обороны морской территории государства и городов областного значения[41].

По планам, начиная с 2018 года, начался процесс формирования на базе отрядов обороны бригад территориальной обороны по соответствующим зонам территориальной обороны (бригада-область).
С 2018 года территориальная оборона переводится на бригадную структуру. Отряды обороны, находящиеся в каждом районе (городе), будут переформированы в батальоны и возведены в бригады, что должно улучшить управляемость и боеспособность воинских частей территориальной обороны.
Таких бригад будет не менее одной на область, а на угрожающих направлениях, в том числе в приграничных областях и больше. Управление бригадами будут осуществлять оперативные командования Сухопутных войск ВС Украины.
При этом в областях также останутся отдельные стрелковые батальоны, которые формируются областными военными комиссариатами и роты охраны военных комиссариатов, согласно структуре войск территориальной обороны, которая была введена в конце 2014 года.
В течение 2018—2020 годов планируется вооружение бригад противотанковым вооружением и 60-мм миномётами М60-16 «Камертон» — по мере их изготовления военной промышленностью.
Бригады территориальной обороны будут комплектоваться как кадровыми военнослужащими, так и резервистами, которые будут составлять основной состав и призываться на службу в случае необходимости. Резервисты регулярно будут проходить подготовку на учебном собрании, а остальное время будут вести обычную гражданскую жизнь.
Финалом подготовки станет боевое согласование и проведение бригадных учений. Первые бригадные учения планируется провести уже во второй половине 2018.
В июне 2018 года во время учёбы «Северная крепость-2018» было проведено согласование бригады территориальной обороны, а также отработаны другие аспекты их формирования. Всего в это время было сформировано 24 бригады территориальной обороны, руководящий состав которых присутствовал на этих учениях.
26 июня 2018 года секретарь СНБО Александр Турчинов на Гончаровском полигоне, где состоялись военные учения по территориальной обороне «Северная крепость-2018» отметил, что Министерство обороны и Генеральный штаб готовят проект закона «О территориальной обороне Украины», который после одобрения на заседании Совета национальной безопасности и обороны будет внесён в парламент.
Согласно закону «Об обороне Украины», территориальную оборону на всей территории страны организует Генштаб, а на территории областей — областные государственные администрации.
Основными задачами территориальной обороны являются:
- охрана и защита госграницы;
- обеспечение условий надёжного функционирования органов власти, военного управления, стратегического развертывания войск;
- охрана и оборона важнейших объектов и коммуникаций;
- борьба с диверсионно-разведывательными силами, другими вооружёнными формированиями агрессора и антигосударственными незаконно образованными вооружёнными формированиями;
- поддержание правового режима военного положения.

Александр Турчинов отметил, что в каждой области по проекту Генштаба создаются бригады территориальной обороны и отдельные резервные подразделения Нацгвардии и пограничников. Развитие системы территориальной обороны позволит подготовить дополнительный резерв для ВСУ, Национальной гвардии и пограничных войск.
По состоянию на сентябрь 2018 года было сформировано 25 бригад территориальной обороны.
В ноябре 2018 года в четырёх оперативных командованиях Сухопутных войск ВС Украины проходило организационно-методическое собрание с офицерами кадра вновь бригад территориальной обороны. Первой, в июне 2018 года, была развернута в полный состав и прошла боевое согласование на полигоне 119 бригада территориальной обороны на Черниговщине. Осенью также прошло собрание 113-й, 117-й и 124-й бригад, в остальных частях прошло собрание на уровне рот.
22 декабря 2020 года, на коллегии Министерства обороны Украины были определены ответственные за создание обновленной системы территориальной обороны Украины, а именно Главнокомандующему ВС Украины генерал-полковнику Руслану Хомчаку, совместно с заместителем министра обороны Украины Александром Полищуком, было поручено сопровождение рассмотрения и принятия Закона Украины «О территориальной обороне Украины» и организации мероприятий по созданию обновленной системы терробороны. Речь шла о проекте закона, который был разработан при участии Минобороны, и должен быть представлен в Верховную раду Украины от имени Президента Украины. Представление проекта анонсировалось до 29 декабря 2020 года, однако по состоянию на январь 2021 года он так и не был зарегистрирован в Верховной Раде Украины.
16 июля 2021 года Верховная рада Украины на последнем пленарном заседании пятой сессии приняла президентский проект Закона «Об основах национального сопротивления» (№ 5557) и в этой связи увеличила численность Вооружённых сил Украины (№ 5558). Законопроект о национальном сопротивлении урегулировал вопросы развития территориальной обороны, организации движения сопротивления на оккупированной территории во время отпора вооружённой агрессии и соответствующей подготовки граждан Украины. Согласно положению указанного Закона, который вступает в силу с 1 января 2022 года, в составе ВСУ появится отдельный род — Силы территориальной обороны. Кроме того, территориальная оборона будет иметь гражданскую составляющую (органы государственной и местной власти) и военно-гражданскую (штабы зон территориальной обороны, добровольческие формирования территориальных общин).

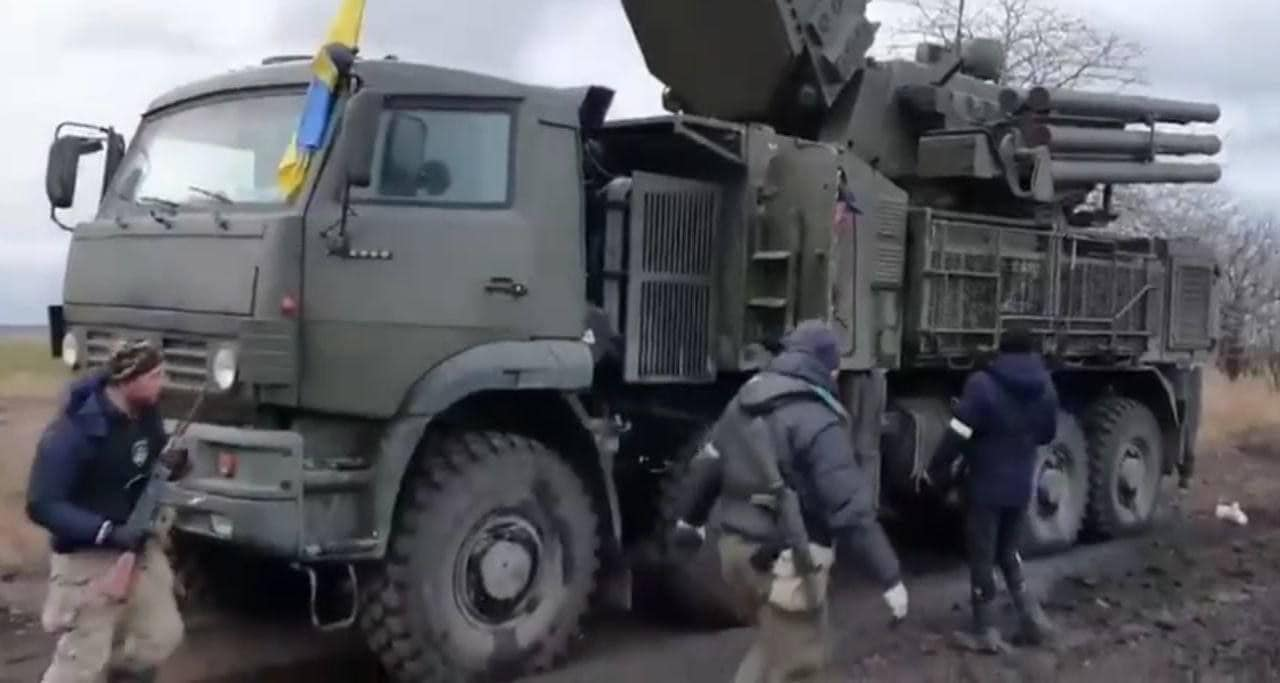
Бойцы войск Территориальной обороны Украины осматривают брошенный российский ракетный комплекс «Панцирь-С-1», март 2022 года

7 января 2022 года ГУР МО Украины сообщило, что основу терробороны составят украинцы, прошедшие военную службу в Вооружённых Силах Украины, службу в других военных формированиях и правоохранительных органах. «Основу добровольческих формирований территориальных общин составят граждане Украины, которые прошли военную службу в Вооружённых Силах Украины, службу в других военных формированиях и правоохранительных органах. Впрочем, в добровольческие отряды будут брать не только тех, кто служил в армии. Об этом говорится в статье 9 Закона Украины „Об основах национального сопротивления“», — было доложено в ведомстве.

## Обучение
В конце мая — в начале июня 2015 года прошли командно-штабные учения по территориальной обороне с практической отмобилизацией и слаженностью подразделений ТрО в 18 областях Украины. В начале сентября во всех областях проходит очередной призыв военнообязанных на десятидневное учебное собрание для подготовки в составе батальонов, рот и отрядов.
В ноябре 2015 года состоялось обучение территориальной обороны «Движение 100. Рубеж».
13 марта, недалеко от Харькова проведены первые в 2016 году полевые занятия с командирами и бойцами отрядов территориальной обороны (ЗГО) семи районов Харьковской области.
26-27 марта 2016, вблизи Киева состоялись двухдневные учения отрядов территориальной обороны «Движение 100. Трезубец» (III обучения).
В начале июня 2016 года в ОК «Запад» началось учебное собрание с частями и подразделениями территориальной обороны в ходе комплексного командно-штабного обучения с практическими действиями войск.
В первой половине мая 2017 года в Киевской области прошли учения территориальной обороны.
11 июня 2017 года в Киевской области торжественно начались двухдневные учения сил территориальной обороны «Движение 100. Ливень» на территории Национального музея-заповедника «Битва за Киев в 1943 году», который находится в селе Новые Петровцы . К участию в проведении учений были привлечены представители разных регионов Украины, в частности города Киева и Киевской области, Черниговщины, Львовщины, Харьковщины и т. д. На торжественном открытии учений присутствовали представители Генерального штаба Вооружённых сил Украины, Командование Сухопутных войск ВС Украины, оперативного командования «Север», военный атташе Эстонии, Председатель Киевской облгосадминистрации, Председатель Вышгородской районной государственной администрации, представители Киевского областного и Киевского городского военных комиссариатов.
С 4 июля 2017 года учебное собрание резервистов подразделений территориальной обороны вошло в активную фазу. Начались учения стрелковых батальонов в Черкасской области и рот охраны в Киевской области.
В Кировоградской области начались командно-штабные учения территориальной обороны под руководством командующего Сухопутными войсками ВСУ, которые продлились до 8 июля. Во время этих учений отрабатывались вопросы возможности местных органов власти и органов военного управления к формированию отряда территориальной обороны и подготовки личного состава к выполнению возложенных задач. Кроме того, была проверена работа системы связи всех звеньев, пунктов управления областной и районных государственных администраций. Также 29 июня в области начались учения для военнообязанных отряда территориальной обороны Головановского района.
В Харьковской области прошли командно-штабные учения по территориальной обороне. Мероприятие прошло в несколько этапов и в них были задействовано командование региональных структур различных силовых ведомств Украины, все райвоенкоматы области, тысячи действующих военных и военнообязанных. В ходе первого этапа командно-штабных учений уточнен план территориальной обороны Харьковской области, определены учебно-боевые задания начальникам районов территориальной обороны — главам районных государственных администраций и сроки их выполнения. Утром решением руководства зоны территориальной обороны успешно проведено оповещение и сбор отдельных подразделений территориальной обороны города Харькова и области, определён алгоритм их действий и т. д. Они продлились до 6 июля.
На базе учебного центра Военной академии (г. Одесса) состоялось собрание с военнообязанными отряда территориальной обороны Раздельнянского района.
В Донецкой области прошли занятия с представителями организационного звена отрядов территориальной обороны военных комиссариатов, которые дислоцируются на не оккупированной части области. Мероприятие, организованное Донецким областным военным комиссариатом, проводилось при содействии и поддержке командования оперативно-тактической группировки «Мариуполь». Основное внимание на занятиях было сосредоточено на подготовке личного состава к выполнению задач территориальной обороны и обороны населенных пунктов.
14-16 сентября 2017 года в Харьковской области на общевоенном полигоне 92 ОМБр около 750 бойцов подразделений территориальной обороны прошли полевой выход. Во время мероприятия военнообязанные совершенствовали навыки тактики, инженерной подготовки, военной медицины, топографии и выполнили боевые стрельбы из пистолета, автомата и гранатомёта. Двухдневное мероприятие проводилось в рамках десятидневного военно-учебного собрания с воинами отдельного стрелкового батальона, расположенного на базе Харьковского областного военного комиссариата и отряда терробороны Чугуевского объединённого райвоенкомата.
25-26 ноября 2017 года, в Киеве состоялись всеукраинские учения сил территориальной обороны «Движение100. Вереск».
20 декабря 2017 года, на базе Киевского городского сборного пункта с военными комиссарами областных военных комиссариатов ОК «Север» их заместителями и военных комиссаров районных военных комиссариатов города Киев и Киевской области проведено занятие по вопросу порядка формирования и подготовки бригады территориальной обороны. Руководящим составом оперативного командования «Север» на учебных местах организованы и практически проведены основные вопросы формирования и подготовки бригады территориальной обороны. Рассмотрены вопросы мобилизационного развертывания, проведения профессионально-психологического отбора, размещения, питания военнослужащих, организации медицинского осмотра, связи, задач и мер РХБ защиты, приёма техники национальной экономики, проведения боевого согласования бригады территориальной обороны.
В мае 2018 года стало известно, что Министерство обороны Украины рассматривает возможность предоставления статуса отдельного вида войскам территориальной обороны, которые в настоящее время входят в состав Сухопутных войск ВС Украины.
В июне 2018 года была проведена тактическая учёба бригады ТрО Черниговской области «Северная крепость-2018», в ходе которой было проведено согласование бригады и отработаны другие аспекты формирования бригад территориальной обороны.
После завершения первых бригадных учений «Северная крепость-2018» в Черниговской области, запланированы такие же учения в другой пограничной области.
В мае 2019 года в Эстонии проходили международные учения «Весенний Шторм. — 2019» с привлечением стран НАТО и военных из Украины. От Украины в них принимали участие военнослужащие резерва ВСУ, а именно бойцы территориальной обороны из Харьковской, Днепропетровской и Николаевской областей. Около половины всех участников учений из Украины — это резервисты-контрактники Змиевского 121-го отдельного батальона территориальной обороны 113-й отдельной бригады ТРО.
В начале 2022 года ответственный за подготовку Сил территориальной обороны сказал, что у них есть возможность обучать в Киеве не более 120 человек каждую неделю. По его словам, новые солдаты, прежде чем их отправят на поле боя, проходят подготовку в течение пяти дней. Полковник морской пехоты США в отставке Марк Канчиан, старший советник Центра стратегических и международных исследований в Вашингтоне, назвал пять дней обучения «ужасно недостаточными». На вопрос, ответственно ли отправлять солдат на передовую без дополнительного обучения и подготовки, руководитель их подготовки Игорь Хорт сказал: «Они сами записались».
В июле 2022 года New York Times со ссылкой на полковника ВСУ сообщил, что в некоторых подразделениях большинство добровольцев до этого никогда не служили в армии. Журналисты отметили недостаточный уровень подготовки перед отправкой на фронт, порой на обучение отводилось не более двух недель, что приводило к значительным жертвам; был приведён пример подразделения из Киева, потерявшего 30 процентов бойцов в первый день на восточном фронте.

## Вооружение

### Пулемёт М1910
По состоянию на февраль 2022 года на складах украинской армии находилось около 35 тыс. пулемётов M1910 производства 1920—1950 гг. Во время российского вторжения в 2022 году пулемёт был возвращён на вооружение сил территориальной обороны. Отмечается высокая эффективность пулемёта в оборонительных боях. Модифицированный пулемёт с коллиматорным прицелом обеспечивает эффективную дальность стрельбы до 3 км и прицельную дальность до 1000 м.

### Другое вооружение
- Автомат Bushmaster ACR[70];
- автоматическая винтовка M14[70];
- Автоматическая винтовка SIG MCX[70];
- пулемёт M2[70];
- пистолет CZ82 или CZ83[70];
- Scorpion[70].